# Kai Trump
Kai Madison Trump née le 12 mai 2007 à New York est une personnalité médiatique américaine.
Elle est la fille de Donald Trump, Jr. et de Vanessa Haydon et la petite-fille de Donald Trump, 45e et 47e président des États-Unis et actuel président des Etats-Unis. Elle a attiré l'attention nationale après son discours lors de la Convention nationale républicaine de 2024, où elle a soutenu son grand-père.

## Début de vie et éducation
Kai Madison Trump est née le 12 mai 2007 à New York. Elle est le premier enfant de Donald Trump, Jr. et de Vanessa Haydon, ainsi que la première petite-fille de Donald Trump. Elle porterait le prénom de son arrière-grand-père, le musicien de jazz danois Kai Ewans,. Kai est un prénom masculin en danois. Elle est l’aînée d’une fratrie de cinq enfants. Elle fréquente The Benjamin School dans le comté de Palm Beach, en Floride, et devrait être diplômée en 2026.
En août 2024, elle s'est engagée verbalement à rejoindre l'Université de Miami pour jouer au golf universitaire en tant que membre de la promotion 2026.

## Activités

### Golf
Kai Trump est une golfeuse amateur reconnue pour ses performances et son potentiel dans ce sport,,. Elle a commencé à jouer au golf à l'âge de quatre ans, bénéficiant d'accès à des installations d'élite et de mentors.
Au The Benjamin School à Palm Beach, elle est devenue capitaine de l'équipe de golf varsity dès sa deuxième année, menant l'équipe à de nombreux championnats régionaux et de conférence. Parmi ses distinctions personnelles figurent les victoires aux championnats féminins de son club en 2022 et 2024 à Trump International Palm Beach, où elle a enregistré un handicap compétitif de +0,5. Bien qu'elle soit encore amateur, elle a obtenu un contrat de sponsoring avec Callaway, soulignant sa notoriété croissante.
Elle joue souvent au golf avec son grand-père, le président Donald Trump, sur ses parcours privés.

### Politique
Kai a prononcé un discours lors de la Convention nationale républicaine de 2024 à Milwaukee, où elle a décrit son grand-père comme un "grand-père normal" et l'a qualifié d'inspiration.